# Пасерково
Пасерково (рос. Пасерково) — присілок в Желєзногорському районі Курської області Російської Федерації.
Населення становить 241 особу. Входить до складу муніципального утворення Вовковська сільрада.

## Історія
Населений пункт розташований на території українського етнічного та культурного краю Східна Слобожанщина.
Від 2004 року входить до складу муніципального утворення Вовковська сільрада.

## Населення
| 1853 | 1866 | 1877 | 1897  | 1926  | 1979 | 2002 |
| ---- | ---- | ---- | ----- | ----- | ---- | ---- |
| 730  | ↗739 | ↘713 | ↗1067 | ↘1056 | ↘525 | ↘270 |
| 2010 |      |      |       |       |      |      |
| ↘241 |      |      |       |       |      |      |